# Martynas Sajus
Martynas Sajus (Kelmė, 22 febbraio 1996) è un cestista lituano.

## Palmarès
- Campionato lituano: 2

Žalgiris Kaunas: 2015-16, 2017-18
- Coppa di Lituania: 1

Žalgiris Kaunas: 2018